# The House on Sorority Row
The House on Sorority Row (Siete mujeres atrapadas en España), titulada en el Reino Unido como House of Evil, es una película estadounidense slasher y de terror de 1982 escrita y dirigida por Mark Rosman, producida por John G. Clark. Fue protagonizada por Kate McNeil y Eileen Davidson.
El guion de la película está parcialmente inspirado por la película francesa Las diabólicas de 1955, el guionista y director Mark Rosman escribió el guion de la película en 1980, que luego se tituló Seven Sisters. La película se rodó en Pikesville, Maryland, en los meses de verano de 1980, y la fotografía adicional se realizó en Los Ángeles.
En noviembre de 1982, recibió un estreno teatral regional limitado antes de expandirse el 21 de enero de 1983. La semana siguiente ascendió al número uno y finalmente recaudó 10,6 millones de dólares estadounidenses en taquilla. A pesar de una respuesta crítica mixta tras su lanzamiento, la película ha obtenido un gran culto entre los fanáticos del género desde su lanzamiento.
The House on Sorority Row fue nombrada una de las mejores películas del género slasher de todos los tiempos por Complex en 2017. En el año 2009 se estrenó una nueva versión de esta película titulada Sorority Row, dirigida por Stewart Hendler.

## Sinopsis
La trama sigue a un grupo de siete hermanas de una hermandad estudiantil de mujeres que son acosadas y asesinadas durante su fiesta de graduación después de ocultar una broma fatal contra la madre de su casa.

## Argumento
Siete hermanas de una hermandad estudiantil (Katey, Vicki, Liz, Jeanie, Diane, Morgan y Stevie) celebran su ceremonia de graduación en la casa de su hermandad, ubicada al final de una fila de hermandad. Su celebración es interrumpida por la dominante madre de la casa, la señora Dorothy Slater, quien niega el plan de las chicas de organizar una fiesta de graduación. Enojadas, las chicas idean una broma para vengarse de Slater; robarle su bastón, colocarlo en la piscina al aire libre no utilizada de la casa y obligarla a punta de pistola a recuperarlo. Sin embargo, después de hacerlo, Slater asusta a Vicki, lo que hace que ella le dispare accidentalmente a Slater en el pecho. En un esfuerzo por encubrir su aparente asesinato, las chicas esconden el cuerpo a regañadientes en la piscina.
En la ceremonia, una figura invisible usa el bastón de Slater para apuñalar a un asistente a la fiesta. Mientras tanto, después de encontrar invitados intentando entrar a la piscina, las chicas se dan cuenta de que si las luces de la piscina se encienden, el cuerpo de Slater será revelado. Stevie va al sótano para desactivar el interruptor, donde el asesino la aborda y la mata a puñaladas. Más tarde, las luces de la piscina se encienden, para alarma de las chicas, pero el cuerpo de Slater no se encuentra por ningún lado.
Decidiendo que Slater debe estar viva, las chicas comienzan a buscarla después de que la fiesta llega a su fin. Morgan entra a la habitación de Slater, donde el cuerpo de este último cae sobre ella desde la trampilla del ático. Vicki sugiere esconder el cuerpo en el antiguo cementerio. En el ático, Katey descubre juguetes infantiles y un pájaro muerto enjaulado. Posteriormente, Morgan es apuñalado con el bastón de Slater.
Diane va a un garaje periférico para arrancar la camioneta para transportar el cuerpo de Slater, pero es asesinada por el asesino, quien poco después decapita a Jeanie. Mientras tanto, Katey encuentra una etiqueta de alerta médica en un collar que pertenece a Slater. Llama al número y la comunican con el doctor Nelson Beck, que llega a la casa. La pareja descubre los cuerpos de Stevie, Morgan y Diane en la piscina. Mientras tanto, después de encontrar a Diane desaparecida, Vicki y Liz conducen hasta el cementerio sin ella para enterrar el cuerpo de Slater. Cuando llegan, ambas niñas son asesinadas por el agresor. El doctor Beck acompaña a Katey al cementerio, donde encuentran los cuerpos de Vicki y Liz, así como el de Slater, todavía en la camioneta.
Después de regresar a la casa y darle un sedante a Katey a la fuerza, el doctor Beck revela que Slater tenía un hijo llamado Eric, que estaba deforme y mentalmente subdesarrollado debido a un tratamiento de fertilidad ilegal que le había administrado. El doctor Beck usa a Katey como cebo para poder capturar a Eric y encubrir su crimen. Eric llega y mata a machetazos al doctor Beck mientras Katey busca el arma de Vicki, que no dispara. Ella huye al baño y encuentra la cabeza cortada de Jeanie. Horrorizada, sube al ático, donde Eric la ataca. Ella le dispara repetidamente, sólo para darse cuenta de que el arma está cargada con balas de fogueo. Luego usa un alfiler para apuñalar a Eric varias veces y él cae por la puerta del ático al piso de abajo. Katey cree que está muerto y descansa exhausta. Sin embargo, Eric abre los ojos.

## Reparto
- Kate McNeil como Katherine Katey Rose
- Eileen Davidson como Vicki
- Janis Ward como Liz
- Robin Meloy como Jeanie
- Harley Jane Kozak como Diane
- Jodi Draigie como Morgan
- Ellen Dorsher como Stevie
- Lois Kelso Hunt como la señora Dorothy Slater
- Christopher Lawrence .como el doctor Nelson Beck
- Michael Kuhn como Peter
- Michael Sergio como Rick
- Ruth Walsh como la señora Rose
- Carlos Serio como Eric Slater

## Producción

### Guion
El escritor y director Mark Rosman, que había asistido a la Universidad de California en Los Ángeles (UCLA) y luego se graduó en la Universidad de Nueva York, tuvo la idea de The House on Sorority Row después de regresar a su ciudad natal en Los Ángeles. Rosman había sido miembro de una fraternidad en la UCLA, que utilizó como base parcial para escribir el guion, que se centró en un grupo de hermanas de una hermandad de mujeres que ven sus vidas amenazadas después de encubrir una broma fatal. Algunos elementos de la película, principalmente el uso de una piscina para ocultar su crimen, se inspiraron en Las diabólicas (1955), una película de suspenso francesa dirigida por Henri-Georges Clouzot. Más tarde afirmó que imaginó una película de suspenso en la que «los personajes femeninos no serían sólo víctimas; la idea era que eran culpables y que, en cierto modo, se estaban provocando esto ellas mismas». El guion tenía varios títulos provisionales, incluidos Screamer y Seven Sisters. Rosman inicialmente acumuló 125 000 US$ como presupuesto inicial, con la ayuda de un amigo que trabajaba para VAE Productions, un estudio cinematográfico independiente especializado en documentales, con sede en Washington, D. C.

### Audición
La mayor parte de la audición para The House on Sorority Row se llevó a cabo en la ciudad de Nueva York, aunque Eileen Davidson y Janis Zido fueron elegidas del área de Los Ángeles. Davidson recordó haber hecho una audición en la casa de Rosman en Beverly Hills. Kate McNeil, quien fue elegida para el papel de Katey, ganó el papel mientras aún asistía a cursos de posgrado en la ciudad de Nueva York.
Harley Jane Kozak recordó haber asistido a una audición en un «almacén en Manhattan» y haber recibido una llamada telefónica varias semanas después con la noticia de que había ganado el papel. Lois Kelso Hunt, quien interpreta a la cascarrabias madre de la casa, era una actriz de teatro local expulsada de Washington, D. C.